# Hljómar
A Hljómar, hazájukon kívül Thor's Hammer egy izlandi rockzenekar Keflavíkból, amely 1963-ban alakult. Az 1960-as években Izland egyik legnépszerűbb zenekara volt, 1966-ban Umbarumbamba címmel filmet is készítettek. 1969-ben az együttes feloszlott, Rúnar, Gunnar és Shady megalakították a Trúbrotot, ami progresszívebb zenét játszott a Hljómarnál. 1974-ben azonban újra összeálltak és készítettek egy lemezt, ami viszont nem volt sikeres. Az együttes ezután ismét feloszlott, és a tagok megalapították a Lónlí Blú Bojst, amivel sikeres popzenei lemezeket jelentettek meg. A Hljómar 2002-ben kezdett újra zenélni, 2003-4-ben két lemezt is kiadtak új dalokkal.

## Tagok
- Rúnar Júlíusson (ének, basszus)
- Gunnar Þórðarson (gitár, ének)
- Erlingur Björnsson (gitár, ének, 1963-69, 2002-jelenleg)
- Eggert Kristinsson (dob, 1963-64)
- Einar Júlíusson (ének, 1963)
- Kristinn Hermansson (ének, 1964)
- Engilbert Jensen (ének, dob, 1964-65, 1966-jelenleg)
- Pétur Östlund (dob, 1965-66)
- Shady Owens (ének, 1968-69)
- Gunnar Jökull Hákonarson (dob, 1968)
- Björgvin Halldórsson (ének, 1973-74)
- Birgir Hrafnsson (gitár, 1973-74)

## Lemezeik

### Nagylemezek
- Hljómar (1967)
- Hljómar (1968)
- Hljómar '74 (1974)
- Hljómar 2003 (2003)
- Hljómar 2004 (2004)

### EP-k
- Fjögur ný lög (1965)
- Ertu með ? (1965)
- Umbarumbamba (1966)
- Bara við tvö (1968)
- Hljómar (1968)

### Kislemezek
- Fyrsti kossinn / Bláu augun þín (1965)
- Hljómar '65 (1965)
- My Life (1966)
- Once / A Memory (1966)
- Show Me You Like Me / Stay (1967)